# Anthony McAuliffe

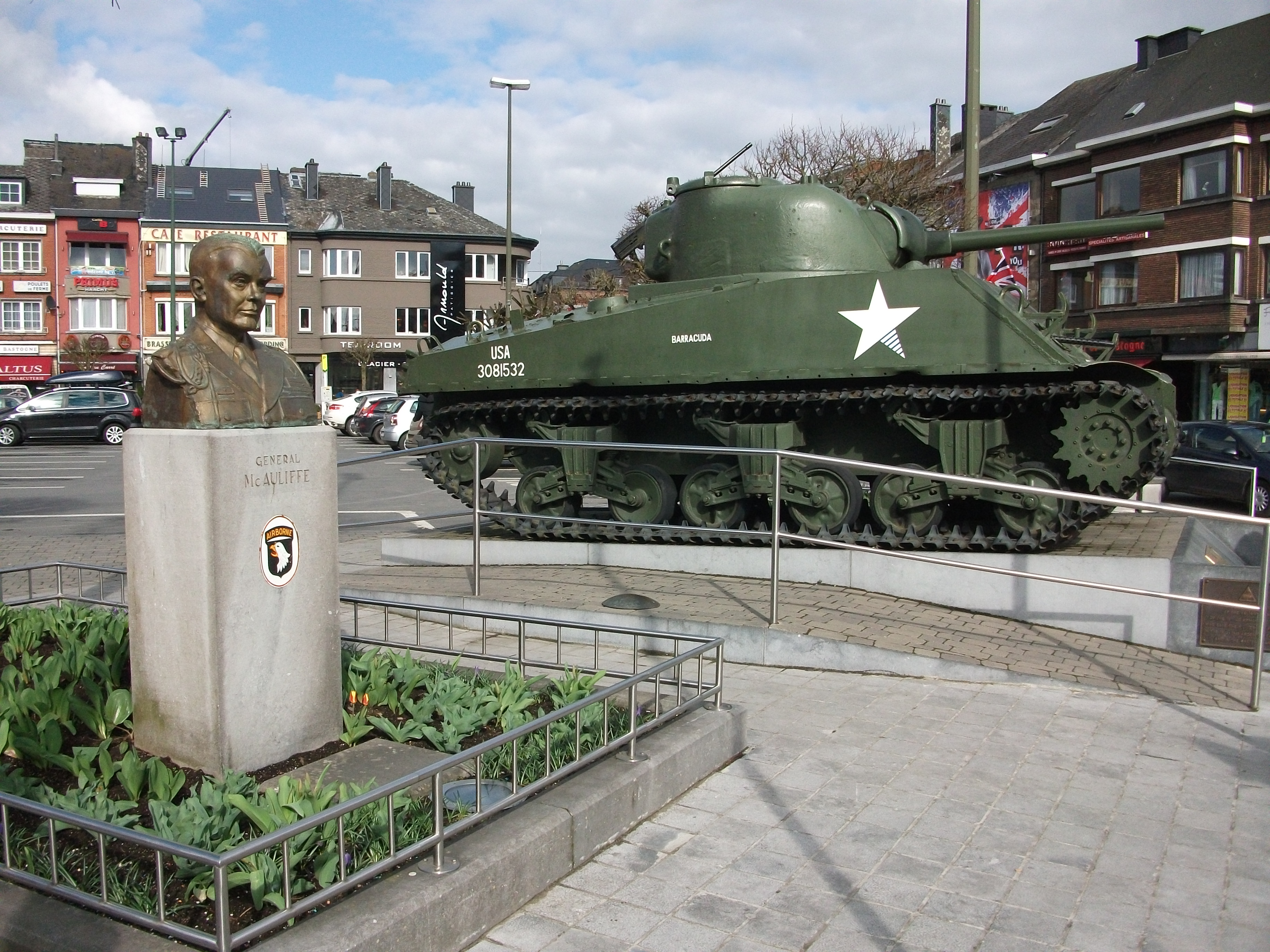
Place McAuliffe, Bastogne

Anthony Clement McAuliffe (Washington, 2 juli 1898 – aldaar, 11 augustus 1975) was een Amerikaans generaal.

## Biografie
McAuliffe werd geboren in Washington. Al op jonge leeftijd werd zijn roeping als soldaat duidelijk. Hij studeerde in 1918 af aan de militaire academie van West Point. 
Tijdens de Tweede Wereldoorlog voerde hij het bevel over de artilleriecomponent van de 101e Luchtlandingsdivisie. Hij sprong per parachute boven Normandië op D-day en vloog per zweefvliegtuig Nederland binnen in september 1944. In december 1944 werd hij tijdelijk commandant van het 101ste omwille van de afwezigheid van divisiecommandant Taylor. Tijdens het Ardennenoffensief werd het 101ste omsingeld in de Belgische stad Bastenaken.
Op 22 december eiste een Duitse delegatie dat de Amerikanen zich zouden overgeven. McAuliffe, die zeker wist dat de overwinning nabij was, verkreukelde de brief, waarbij hij "Aw - Nuts!" zei. Dit werd een gevleugeld woord. (Zelf zou McAuliffe later zeggen dat hij "Shit" had gezegd.) Zijn officieren vonden dat deze term hun gevoelens zeer adequaat beschreef, besloten dit op schrift te stellen en zo bracht kolonel Joseph Harper met een tolk de Duitsers een brief die luidde:

Aan de Duitse commandant
NUTS!
De Amerikaanse commandant

De Duitsers begrepen dat niet en vroegen een mondelinge toelichting. De tolk antwoordde: "Du kannst zum Teufel gehen."
Enkele dagen later werd Bastenaken door de snel oprukkende divisie van generaal Patton ontzet. Voor zijn acties in Bastenaken kreeg McAuliffe het Distinguished Service Cross, de op een na hoogste onderscheiding in het Amerikaanse leger. McAuliffe werd opperbevelhebber van de Amerikaanse strijdkrachten in Europa in 1955. Hij ging in 1956 met pensioen en stierf op 11 augustus 1975.

## Wetenswaardig
Als eerbetoon aan McAuliffe werd het marktplein van Bastenaken omgedoopt tot Place McAuliffe en prijkt er nu een borstbeeld van hem naast een tankmonument.
De Waalse minister van Erfgoed, Benoît Lutgen, heeft de zogenoemde McAuliffe-kelder van de legerkazerne Bastenaken ingeschreven op de lijst van de beschermde monumenten. Tijdens de Slag om de Ardennen had de generaal hier zijn hoofdkwartier. Deze kelder zou in de toekomst deel uitmaken van de Historische Pool van Defensie.

## Militaire loopbaan
- Cadet: 1917
- Second Lieutenant: november 1918
- First Lieutenant:
- Captain: 1935
- Tijdelijk Lieutenant Colonel: 15 december 1941 (AUS)[4]
- Colonel: 1 februari 1942 (AUS)[4]
- Tijdelijk Brigadier-General: 8 augustus 1942 (AUS)[4]
- Lieutenant Colonel: 11 december 1942[4]
- Tijdelijk Major-General: 2 januari 1945 (AUS)[4]
- Brigadier-General: 24 januari 1948[4]
- Major-General: 1 oktober 1949[4]
- General: 1 maart 1955

## Decoraties
- Distinguished Service Cross op 30 december 1944[5]
- Army Distinguished Service Medal op 11 mei 1945[5]
- Silver Star op 20 juni 1944[5]
- Legion of Merit in 1945[5]
- Bronze Star op 26 maart 1945 en 	6 mei 1945[5]
- Parachutist Badge (United States)[5]
- World War II Victory Medal
- DSO met gesp op 2 april 1945[5]
- Legioen van Eer
  - Commandeur[5]
  - Ridder[5]
- Croix de guerre met Palm[5]
- Oorlogskruis met Palm[5]
- Bronzen Leeuw op 1 september 1944[5][6]
- Commandeur in de Leopoldsorde[5]
- Commandeur in de Orde van de Eikenkroon[5]